# SCPar
A SCPar ou SC Participações e Parcerias S.A. é uma sociedade anônima (S.A.) de economia mista estadual responsável por gerar investimentos no território do estado de Santa Catarina, por meio de participações societárias, ou pela celebração de contratos, nos regimes de parcerias público-privadas ou de concessão de serviços públicos.
A empresa tem concedidos pelo governo de Santa Catarina os direitos de exploração de rodovias, portos, aeroportos, ferrovias e demais bens de infraestrutura logística.

## História
A SC Participações e Parcerias foi instituída pela Lei Estadua13.335/2005 com o objetivo de gerenciar e gerar investimentos em áreas de logística e desenvolvimento econômico do Estado, por meio de participações societárias, ou pela celebração de contratos, nos regimes de parcerias público-privadas ou de concessão de serviços públicos.
Em 20 de junho de 2011, entrou em vigor a da Lei nº 15.500/2011, alterando o nome da SC Parcerias S.A. para SC Participações e Parcerias S.A. – SC Par.
Entre os objetivos da SCPar estão a duplicação de rodovias; a exploração e concessão de rodovias, bens e utilidades públicas; a ampliação, modernização e construção de portos, a ampliação dos sistemas de águas e esgoto; ampliação, construção e reforma de instalações de equipamentos destinados ao entretenimento, lazer e incremento do turismo.

### Porto de São Francisco do Sul
Em 1912, o Decreto nº 9.967/1912, concedeu à Companhia da Estrada de Ferro São Paulo - Rio Grande, permissão para implantar uma estação marítima na baía de São Francisco do Sul (SC), no entanto a obra não foi efetivada. 
Em 1921, a Inspetoria Federal dos Portos, Rios e Canais elaborou um novo projeto de construção de instalações portuárias no local e, na sequência, a União celebrou um contrato com o governo do Estado de Santa Catarina em 26 de outubro de 1922. 
A execução ficou sob responsabilidade do órgão estadual Companhia do Porto de São Francisco do Sul, mas sofreu vários impedimentos. A obra prosseguiu somente  com a outorga de uma nova concessão, nos termos do Decreto nº 6.912, de 1º de março de 1941, por um período de 70 anos.
A inauguração oficial do Porto de São Francisco do Sul ocorreu em 1º de julho de 1955.
Em 24 de novembro de 1955, o estado de Santa Catarina criou a autarquia Administração do Porto de São Francisco do Sul - APSFS. 
Em 18 de setembro de 2014, ocorreu renovação da Delegação por mais 25 anos, a contar do ano de 2011. 
Em 2017, a SC Participações e Parcerias S.A. – SCPar – constituiu a sociedade de propósito específico SCPar Porto de São Francisco do Sul S.A, que substituiu na gestão do Porto Organizado a autarquia APSFS, que foi extinta pela Lei Complementar 707/2017. 

### Porto de Imbituba
O Porto de Imbituba foi administrado durante 70 anos pela Companhia Docas de Imbituba, pelo Decreto nº 7.842, de 13 de setembro de 1941, sendo até então o único porto público do país administrado por uma empresa privada.
Em 2012, o governo de Santa Catarina assumiu a gestão do porto, inicialmente pelo prazo de dois anos, tendo sido criada a a sociedade de propósito específico SCPar Porto de Imbituba S.A. Em 2014, a delegação foi ampliada para 25 anos, a contar de 2012.

### Porto de Laguna
O Porto Pesqueiro de Laguna foi inaugurado em 15 de fevereiro de 1980, sendo administrado pela Portobrás. Com a extinção desta, a administração foi repassada para a Companhia Docas de São Paulo.
Em 2019, o governo de Santa Catarina, por meio da SCPar, assumiu a gestão do porto por vinte e cinco anos.